# Luteoline-7-glucoside
Luteoline-7-glucoside of cynaroside is een flavonoïde glycoside dat onder meer te vinden is in wolfspoot, artisjok en olijven. Wilgen gebruiken deze stof als chemo-attractant voor de kever Chrysomela vigintipunctata.